# Cheile Găldiței și Turcului
Cheile Găldiței și Turcului alcătuiesc o arie protejată de interes național ce corespunde categoriei a IV-a IUCN (rezervație naturală de tip mixt), situată în vestul Transilvaniei, pe teritoriul județului Alba.

## Localizare
Aria naturală se află în partea central-sudică a Munților Trascăului (la o altitudine cuprinsă între 600 și 1.000 m) în bazinul Văii Găldiței (cu afluenții Drogul și Turcului), în vestul județului Alba, pe teritoriul administrativ al comunei Întregalde și este străbătută de drumul județean DJ106H, care leagă satul Întregalde de Necrilești.

## Descriere

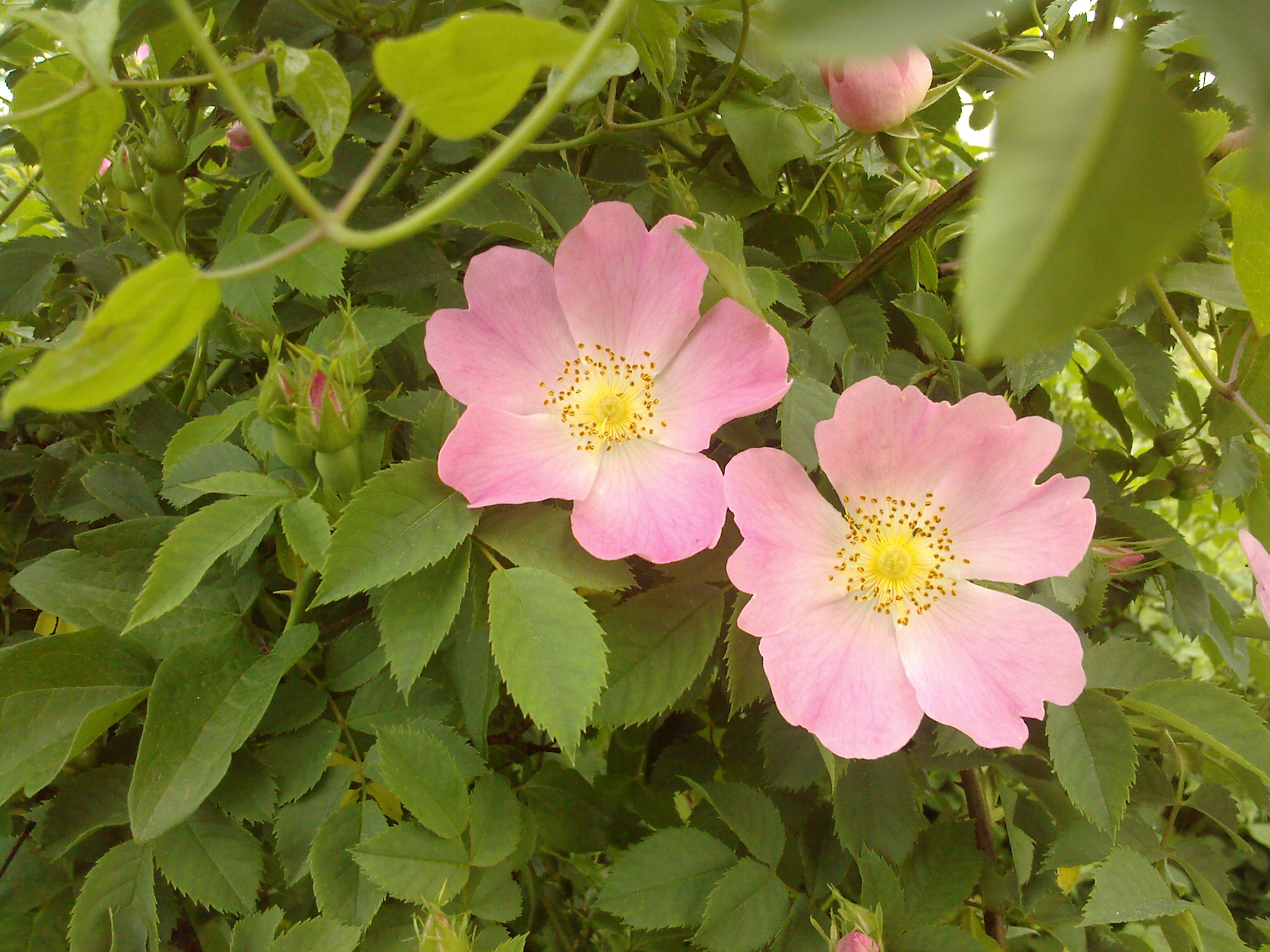
Măceş (Rosa canina)

Rezervația naturală a fost declarată arie protejată prin Legea Nr.5 din 6 martie 2000, publicată în Monitorul Oficial al României, Nr.152 din 12 aprilie 2000, privind aprobarea Planului de amenajare a teritoriului național - Secțiunea a III-a - zone protejate și are o suprafață de 80 ha.
Aria protejată este inclusă în situl de importanță comunitară - Trascău și reprezintă o zonă de chei sculptate în calcare jurasice și ofiolite, chei cu versanți abrupți, vârfuri înalte și ascuțite, turnuri, creste sau stânci izolate; cu o vegetație formată în cea mai mare parte din pădure de fag (Fagus sylvatica) în asociere cu specii de gorun (Quercus petraea); arbusti de scoruș (Sorbus dacica), mojdrean (Fraxinus ornus) sau măceș (Rosa canina). 
La nivelul ierburilor sunt întâlnite specii floristice de pajiște și stâncărie, printre care și păiușul roșu (Festuca rubra).

## Monumente și atracții turistice
În vecinătatea rezervației naturale se află câteva obiective de interes istoric, cultural și turistic; astfel:

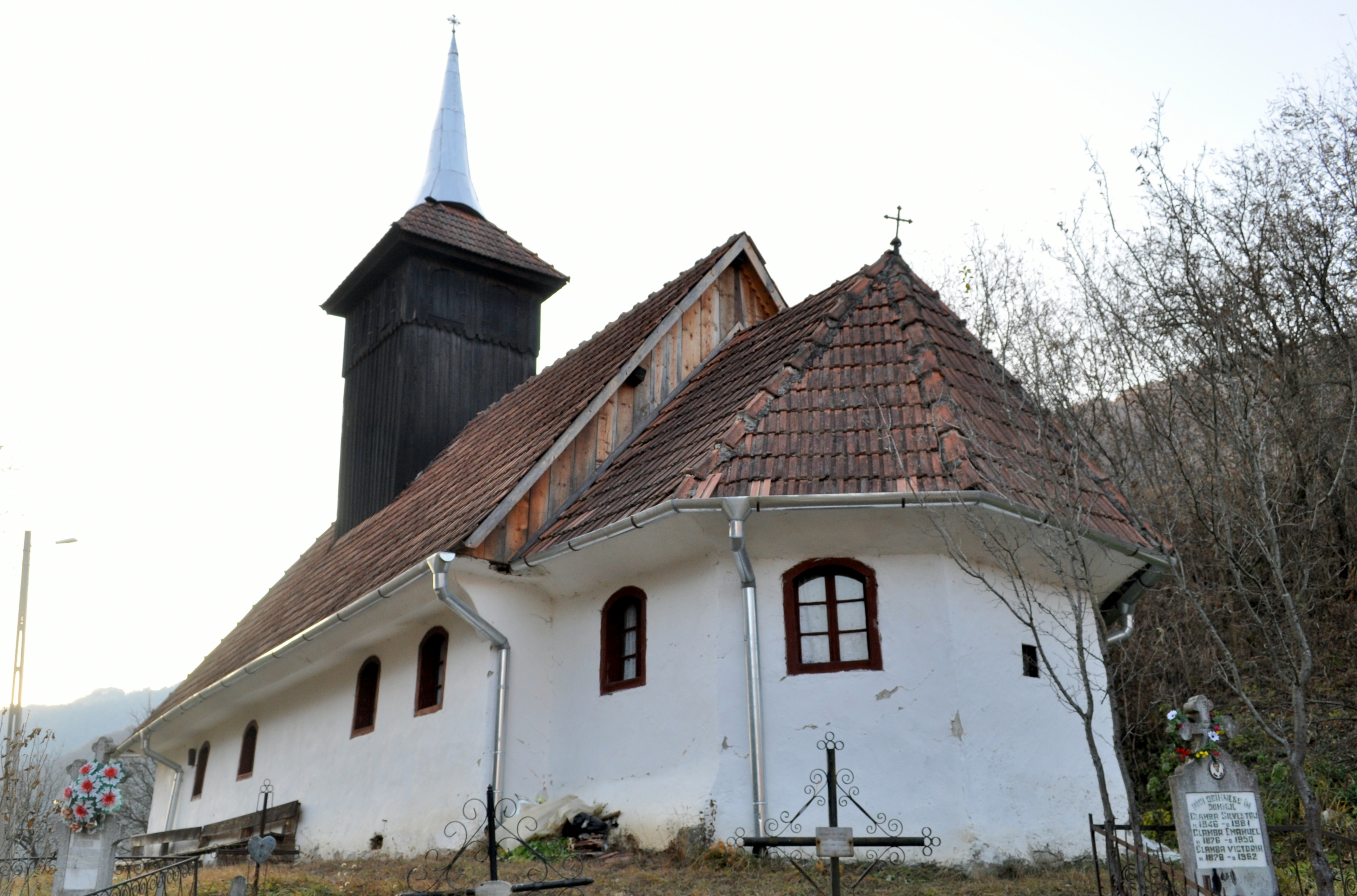
Biserica de lemn din Întregalde

- Biserica de lemn "Sf. Arhangheli" din Dealul Geoagiului, construcție 1742, monument istoric (cod LMI AB-II-m-A-00216).
- Biserica de lemn "Sf. Ilie" din Întregalde, construcție 1774, monument istoric (cod LMI AB-II-m-B-00240).
- Muzeul etnografic (interior de casă țărănească tradițională cu exponate ce reflectă arta mesteșugărească tradițională) din satul Întregalde.
- Rezervațiile naturale Cheile Tecșeștilor și Piatra Cetii și Poienile cu narcise de la Tecșești.
- Peștera Bisericuța din satul Sfârcea.
- Trascău - sit de importanță comunitară (50.064 hectare) inclus în rețeaua ecologică Natura 2000 în România.